# I. e. 43
Évszázadok: i. e. 2. század – i. e. 1. század – 1. század
Évtizedek: i. e. 90-es évek – i. e. 80-as évek – i. e. 70-es évek – i. e. 60-as évek – i. e. 50-es évek – i. e. 40-es évek – i. e. 30-as évek – i. e. 20-as évek – i. e. 10-es évek – i. e. 1-es évek – 1-es évek
Évek: i. e. 48 – i. e. 47 – i. e. 46 – i. e. 45 –   i. e. 44 – i. e. 43 – i. e. 42 – i. e. 41 – i. e. 40 – i. e. 39 – i. e. 38

## Események
- Az aleut-szigeteki Okmok vulkán kitörése miatt i. e. 43-ban és 42-ben 2 °C-kal csökken az átlaghőmérséklet. A Mediterráneumban helyenként 7 °C-kal hidegebb van az ilyenkor szokásosnál.

### Róma
- Aulus Hirtiust és Caius Vibius Pansát választják consulnak.
- A szenátus Cicero sürgetésére elítéli Marcus Antoniust, aki Mutinában ostrom alatt tartja Decimus Brutust. A propraetori rangot kapott Octavianus és a két consul szabad kezet kap a konfliktus felszámolásában.
- április 15. – Pansa consul négy frissen toborzott légióval északnak tart, hogy csatlakozzon consultársához, amikor Marcus Antonius meglepetésszerűen megtámadja és a Forum Gallorum-i csatában vereséget mér rá; csak Hirtius megjelenése menti meg, aki miatt Marcus Antonius visszavonul. Pansa súlyos sebet kap és néhány nap múlva meghal.
- április 21. – Hirtius consul és Octavianus a mutinai csatában visszavonulásra kényszeríti Marcus Antoniust. A csatában Hirtius is elesik.
- Antonius Gallia Narbonensisbe vonul vissza; útközben kifosztja Parmát. A Liguriai-Alpokon átkelve csatlakozik Lepidus csapataihoz. Decimus Brutus szintén átkel Galliába, de az ottani kormányzó, Lucius Munatius Plancus inkább Antoniushoz húz. Decimus keletre indul, hogy csatlakozzon Caesar merénylőihez, de útközben egy gall törzsfő elfogja és kivégezteti.
- A szenátus Syriába küldi Caius Cassius Longinust, hogy számoljon le az Antonius-párti kormányzóval, Publius Cornelius Dolabellával. Cassius Laodiceában elfogja és kivégezteti Dolabellát.
- Octavianus a szenátus utasítása ellenére nem követi Antoniust, sőt küldöttséget indít Rómába, követelve a megürült consuli tisztséget és Antonius felmentését az állam ellensége vád alól. Amikor a szenátus ezt megtagadja, nyolc légióval Róma ellen vonul, ellenállás nélkül elfoglalja a várost és kinevezteti magát consullá, majd rokonát, Quintus Pediust maga mellé veszi tiszttársául. Pedius elfogadtatja a törvényt, amely főbenjáró bűnnek nyilvánítja Caesar meggyilkolását.
- november 27. – Antonius, Octavianus és Lepidus megkötik a második triumvirátust, amelyet a Lex Titia törvénnyel (amely dictatori felhatalmazást ad mindhármuknak) is megerősítenek. A szövetség megszilárdítására Octavianus feleségül veszi Antonius nevelt lányát, Claudiát.
- A triumvirátus megalakulásának hírére Cassius Smyrnában csatlakozik Brutushoz és szövetséget kötnek. Cassius sarcot követel Rodosztól; amikor ezt megtagadják, kifosztja és felgyújtja a várost.
- A triumvirátus törvényen kívül helyezteti (proskribálja) politikai ellenségeit, mintegy 130 szenátort és 2000 lovagot. Köztük van Cicero is, akit december 7-én meggyilkolnak.
- Lucius Munatius Plancus helytartó megalapítja Galliában Lugdunumot (ma Lyon), amely rövidesen a provincia fővárosává válik.[1]

## Születések
- március 20. – Ovidius, római költő

## Halálozások
- április 21. – Aulus Hirtius, római politikus
- április 22. – Caius Vibius Pansa, római politikus
- december 7. – Marcus Tullius Cicero, római író, filozófus, politikus
- Atia Balba Caesonis, Augustus anyja
- Decimus Iunius Brutus Albinus, római politikus, Julius Caesar gyilkosainak egyike.
- Quintus Pedius, római politikus
- Publius Cornelius Dolabella, római politikus
- Quintus Tullius Cicero, római politikus
- Antipatrosz Idemeus, Nagy Heródes apja

## Fordítás
- Ez a szócikk részben vagy egészben  a(z)   43 BC című angol Wikipédia-szócikk ezen változatának fordításán alapul.  Az eredeti cikk szerkesztőit annak laptörténete sorolja fel. Ez a jelzés csupán a megfogalmazás eredetét és a szerzői jogokat jelzi, nem szolgál a cikkben szereplő információk forrásmegjelöléseként.